# Fenton, Missouri
Fenton är en ort i St. Louis County i Missouri. Vid 2010 års folkräkning hade Fenton 4 022 invånare.